# Котулін (Лодзинське воєводство)
Котулін (пол. Kotulin) — село в Польщі, у гміні Роґув Бжезінського повіту Лодзинського воєводства.
Населення — 157 осіб (2011).
У 1975-1998 роках село належало до Скерневицького воєводства.

## Демографія
Демографічна структура станом на 31 березня 2011 року:
|          | Загалом | Допрацездатний вік | Працездатний вік | Постпрацездатний вік |
| -------- | ------- | ------------------ | ---------------- | -------------------- |
| Чоловіки | 83      | 20                 | 58               | 5                    |
| Жінки    | 74      | 10                 | 49               | 15                   |
| Разом    | 157     | 30                 | 107              | 20                   |